# Cine arte

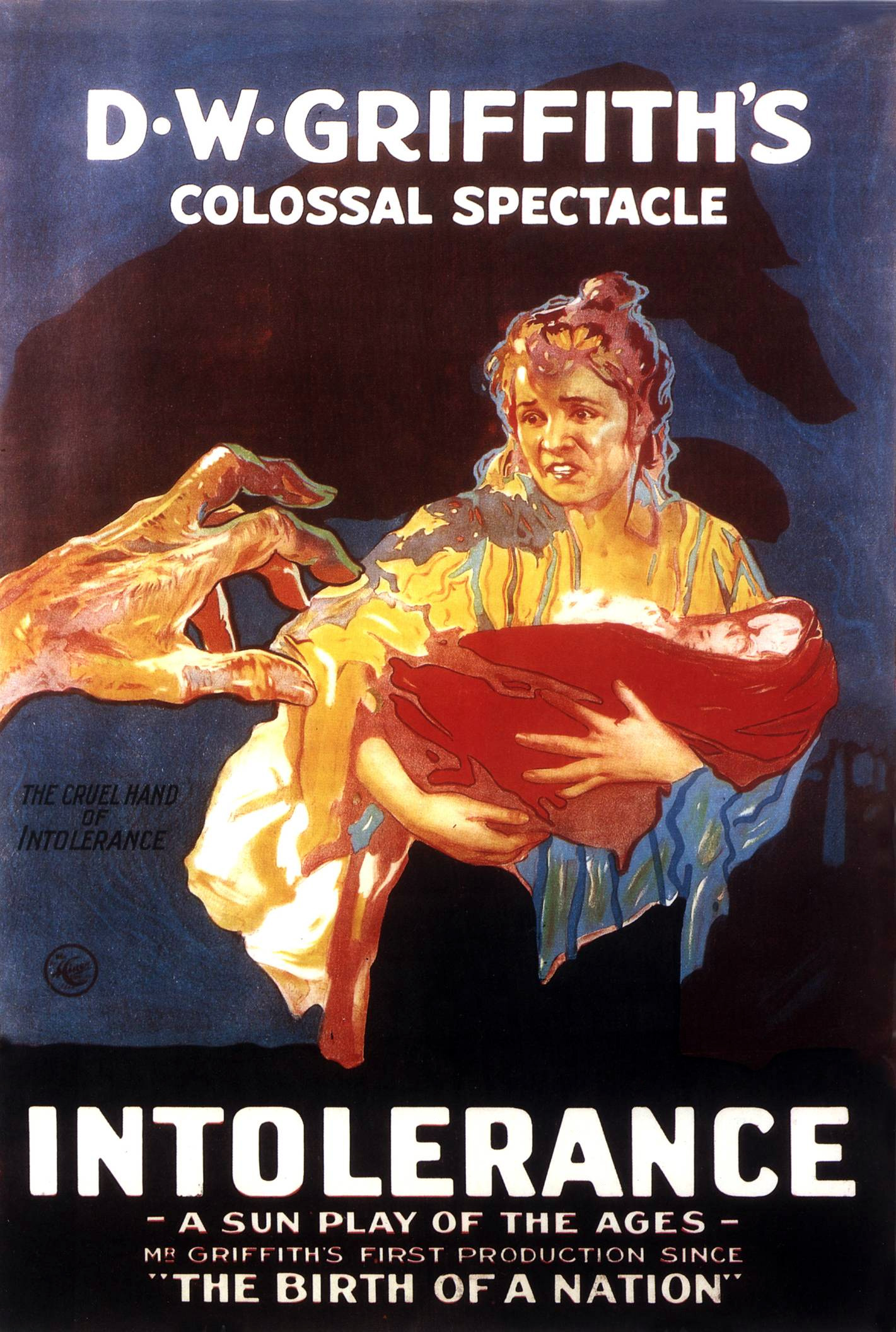
Cartel teatral de Intolerancia, a menudo considerada por los historiadores del cine como una de las primeras y más importantes películas del cine arte.

El cine arte es un tipo de cine, típicamente independiente, dirigido a un nicho de mercado más que a un público masivo. Pretende ser «una obra artística seria, a menudo experimental y no diseñada para atraer a las masas», «realizada principalmente por razones estéticas más que por el beneficio comercial», y con «un contenido poco convencional o altamente simbólico».
Los críticos de cine y los especialistas en estudios cinematográficos suelen definir las películas de arte y ensayo como aquellas que poseen «cualidades formales que las diferencian de las películas convencionales de Hollywood». Estas cualidades pueden incluir (entre otros elementos): un sentido de realismo social; un énfasis en la expresividad autoral del director; y un enfoque en los pensamientos, sueños o motivaciones de los personajes, en contraposición al desarrollo de una historia clara y basada en objetivos. Los estudiosos del cine David Bordwell y Barry Keith Grant describen el cine de arte y ensayo como «un género cinematográfico con sus propias convenciones».
Este tipo de películas contrasta fuertemente con los grandes éxitos de taquilla, que suelen estar más orientados a la narración lineal y al entretenimiento general. El crítico de cine Roger Ebert calificó Chungking Express, una película de arte y ensayo aclamada por la crítica en 1994, como «en gran medida una experiencia cerebral» que se disfruta «por lo que sabes de cine». Dicho esto, algunas películas de arte y ensayo pueden ampliar su atractivo ofreciendo ciertos elementos de géneros más familiares, como el documental o la biografía. Para promocionarse, las películas de arte y ensayo dependen de la publicidad generada por las reseñas de los críticos de cine, el debate sobre la película por parte de columnistas, comentaristas y blogueros de arte y ensayo, y la promoción boca a boca por parte de los espectadores. Dado que las películas de arte y ensayo tienen unos costes de inversión iniciales reducidos, sólo necesitan atraer a una pequeña parte del público general para ser económicamente viables.